# Malin Liljestedt
Malin Liljestedt, född 20 februari 1980, är en svensk friidrottare (långdistans) som tävlar för klubben Spårvägens FK. Hon vann SM-guld på 10 000 meter år 2016.

## Personliga rekord
| Utomhus - 1 500 meter – 4:30,30 (Eskilstuna 8 juni 2010) - 3 000 meter – 9:24,02 (Budapest, Ungern 19 juni 2010) - 5 000 meter – 16:16,30 (Watford, Storbritannien 12 juni 2010) - 10 000 meter – 33:56,95 (Tammerfors, Finland 3 september 2016) - 10 km landsväg – 34:27 (Malmö 12 juli 2014) - 10 km landsväg – 35:25 (Malmö 15 juni 2016) - Halvmaraton – 1:16:39 (Göteborg 12 maj 2012) - 2 000 meter hinder – 7:08,75 (Borås 7 juli 2017) - 3 000 meter hinder – 10:44,62 (Gävle 22 juli 2011) | Inomhus - 1 500 meter – 4:35,92 (Stockholm 22 februari 2011) - 3 000 meter – 9:38,62 (Göteborg 26 februari 2011) |